# Tenebroides crassicornis
Tenebroides crassicornis es una especie de coleóptero de la familia Trogossitidae. Mide de 4.4 a 10.5 mm. Se encuentra bajo la corteza de los árboles.

## Distribución geográfica
Habita en el oeste de los Estados Unidos.